# 平西府站

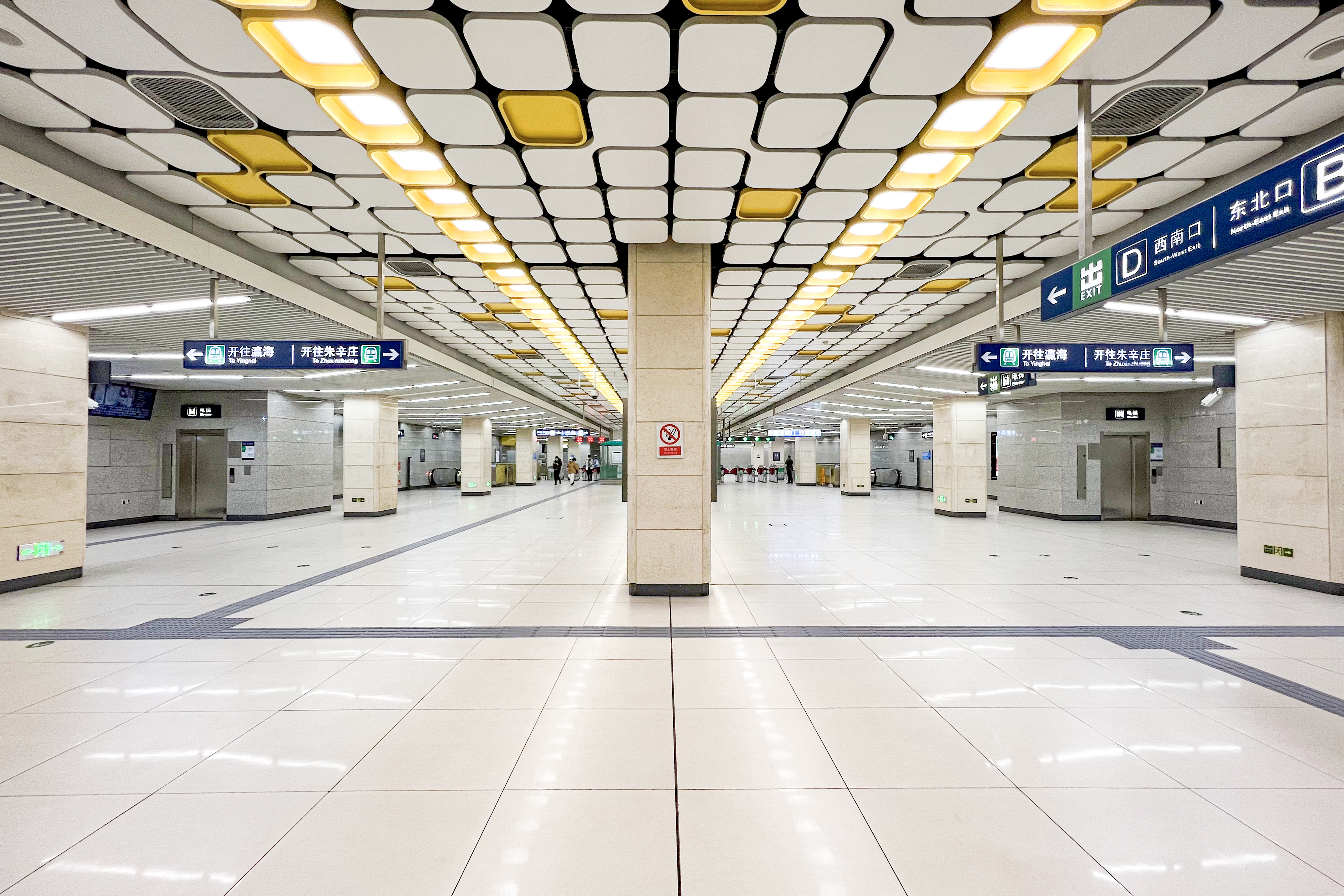
大堂（2022年4月摄）

平西府站是一个位于中国北京市昌平区东小口地区、霍营街道交界回南北路、文华东路交叉口，属于北京地铁8号线的地铁车站。于2013年12月28日随8号线北延联络线一同启用。

## 位置
平西府站位于回南北路（东西向）与文华东路（南北向）交汇处东北，平西府车辆段南侧，呈东西走向。此站虽然名为“平西府”但实际上距平西府村（属北七家镇，位于本站东北方向）比较远，因“平西府”作为历史地名，在附近地域内知名度高、认知感强，而被选做站名。

## 结构
平西府站为地下二层车站，侧式站台设计，车站地面以上随平西府车辆段进行上盖开发，建有3层（局部4层）的商业建筑，地下也有部分商业开发空间。为了配合商业开发，车站结构跨度为45.8米，较一般地铁车站的20米大得多，以使得上层商业开发的空间利用更为灵活。该商业项目位于昌平区东小口镇平西府地铁站B口和D1口上方，主力店为超市和电影院。
| 地面层          | 街道                          | B-D出入口                        |
| 地下一层 站厅层 | 站厅                          | 客务中心、自动售票机、进出站闸机 |
| 地下二层 站台层 | 侧式站台，右側開门            | 侧式站台，右側開门               |
| 地下二层 站台层 | █ 8号线往朱辛庄（育知路）     |                                  |
| 地下二层 站台层 | █ 8号线往瀛海（回龙观东大街） |                                  |
| 地下二层 站台层 | 侧式站台，右側開门            |                                  |

## 出入口
平西府站设有4个出入口，分别是B、D1、D2、D3。
2024年11月16日，地面出口位于东南方向的旧B出入口封闭，并在车站的东北方向开通新的B出入口。

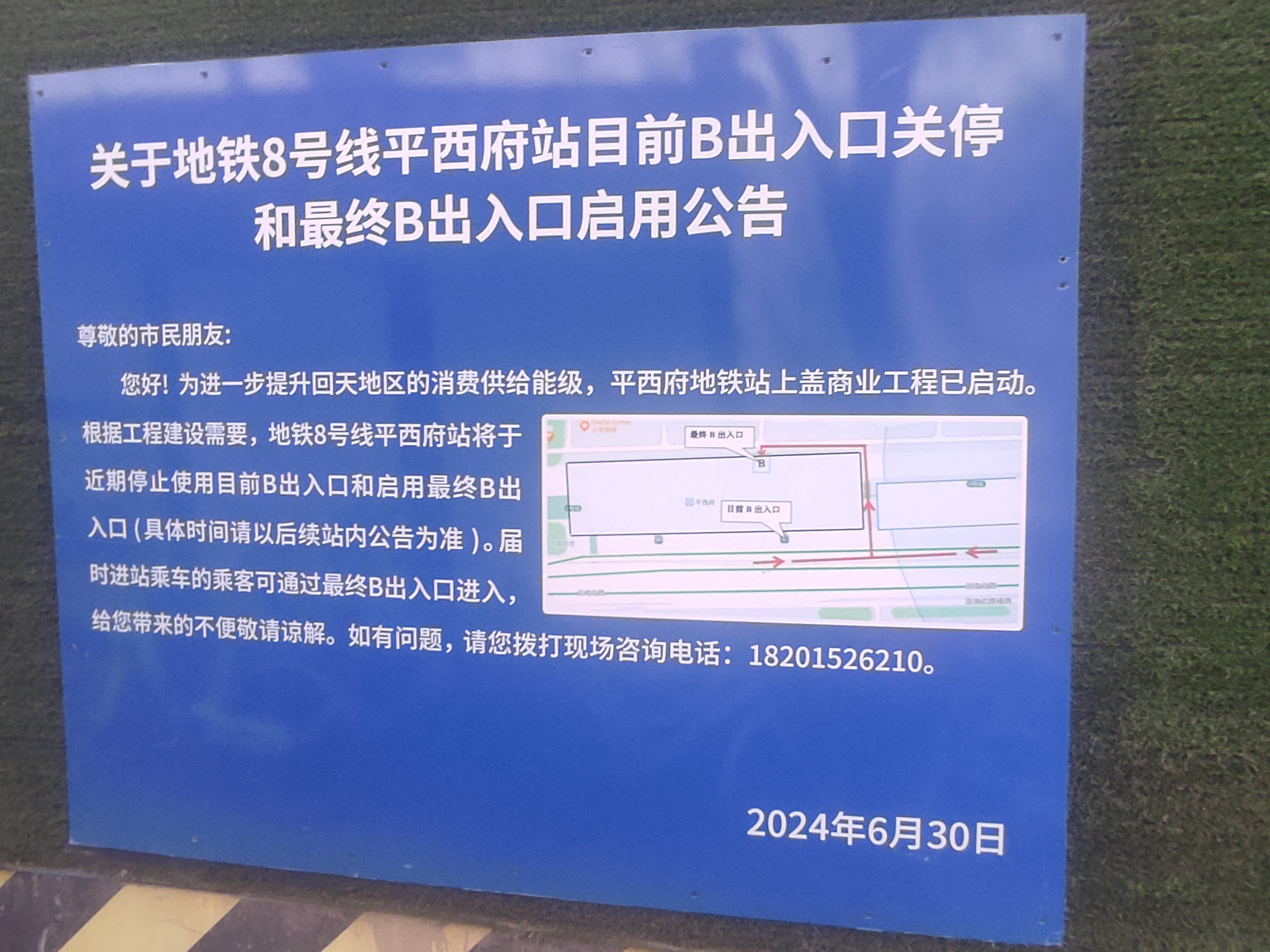
正式的B出入口位于车站的东北方向

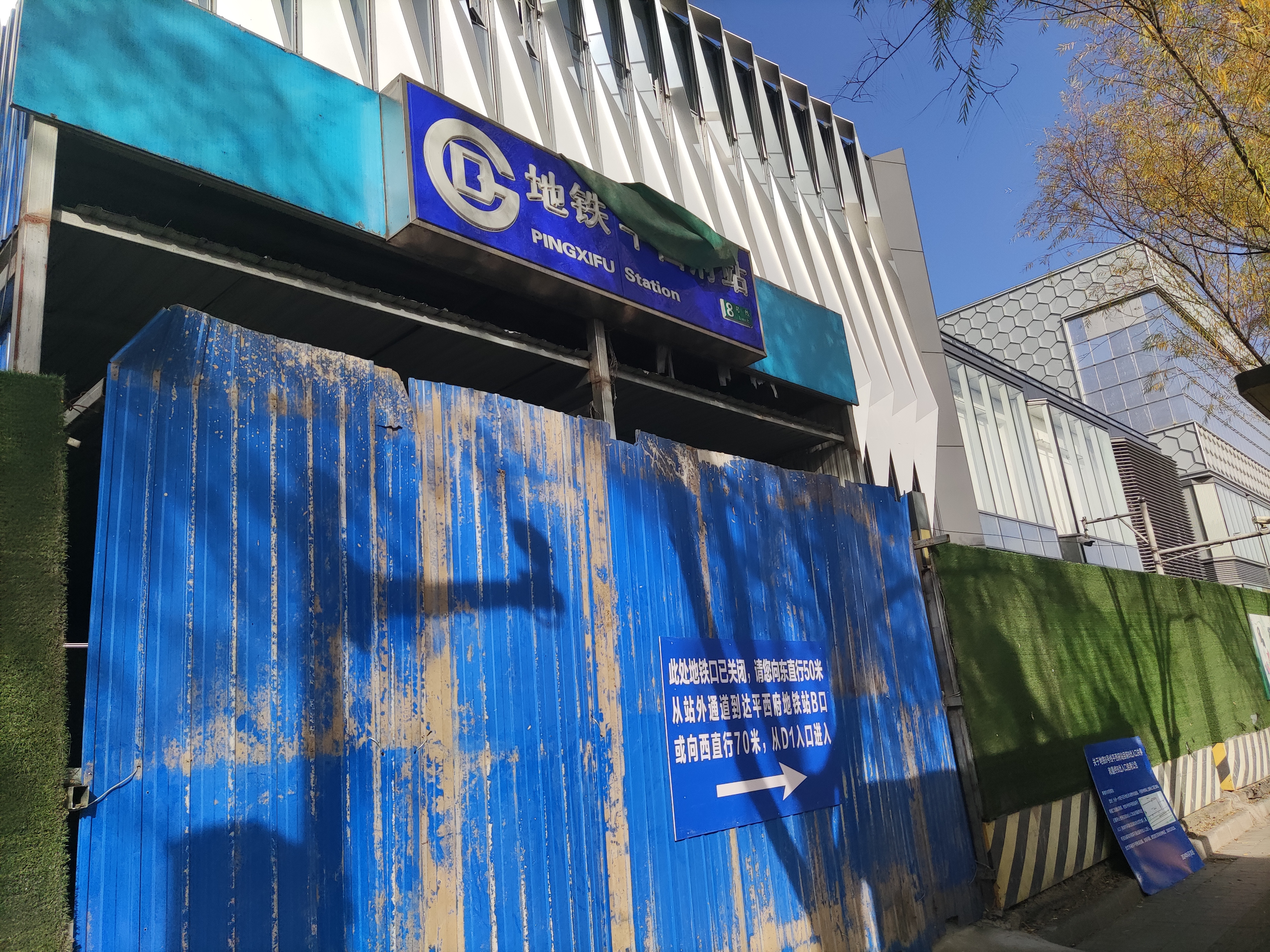
位于车站东南方向的旧B出入口，已封闭

|                           |                  |                        |      |            |  |
| 编号                      | 指示             | 建议前往的目的地       | 图片 | 无障碍设施 |  |
| 出口 · B                  |                  | 小站公园商场（未开业） |      | 不適用     |  |
| 出口 · D · 1 · 升降机标志 | 回南北路（北侧） |                        |      |            |  |
| 出口 · D · 2              | 回南北路（南侧） |                        |      | 不適用     |  |
| 出口 · D · 3              | 回南北路（南侧） |                        |      | 不適用     |  |
| 註： 設有                 |                  |                        |      |            |  |